# کلریسا (مینه‌سوتا)
کلریسا، مینه‌سوتا (به انگلیسی: Clarissa, Minnesota) یک شهر در ایالات متحده آمریکا است که در مینه‌سوتا واقع شده‌است.

## خصوصیات
کلریسا ۲٫۵۹ کیلومترمربع مساحت و ۶۸۱ نفر جمعیت دارد و ۴۰۳ متر بالاتر از سطح دریا واقع شده‌است.